# Türkenbund
Der Türkenbund (Lilium martagon), auch Türkenbund-Lilie, ist eine Pflanzenart aus der Gattung der Lilien (Lilium) in der nach ihr benannten Martagon-Sektion. Durch ihre auffällig geformten Blüten und große Wuchshöhe gilt sie als eine der stattlichsten in Europa heimischen Lilien.

## Beschreibung

### Vegetative Merkmale

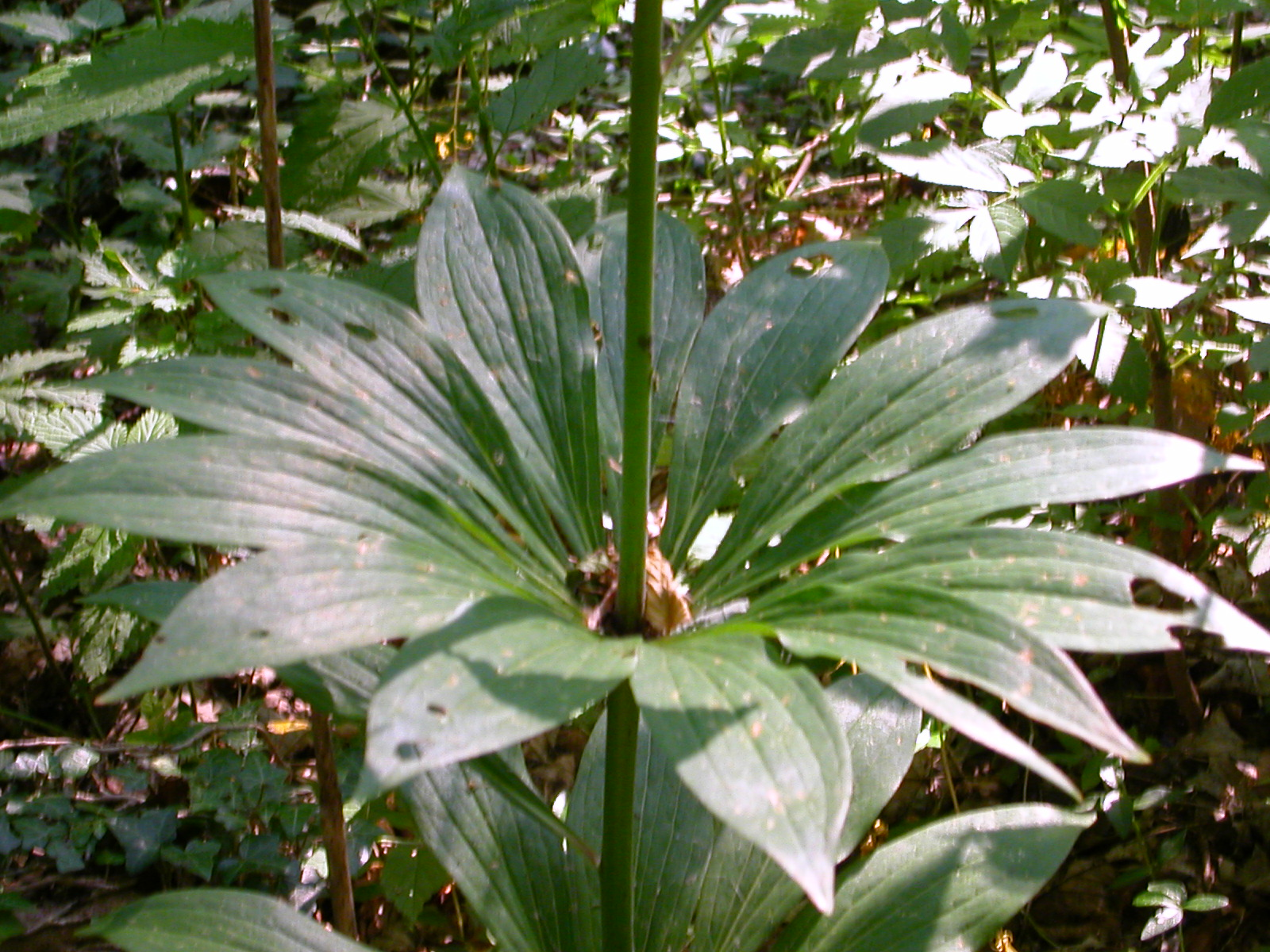
Typischer Blattquirl des Türkenbunds

Der Türkenbund ist eine ausdauernde, krautige Pflanze, die Wuchshöhen zwischen 30 und 150 Zentimetern, selten bis 200 Zentimeter, erreicht. Die ovale Zwiebel kann bis acht Zentimeter Durchmesser erreichen und besteht aus vielen gelben taillierten Schuppen. Sie zeichnet sich wie viele Geophyten durch Zugwurzeln aus, die dafür sorgen, dass die Zwiebel in ausreichender Bodentiefe bleibt.
Der einfache, kräftige Stängel ist rund und meist rotfleckig. Der Stängel ist besonders unten dichter beblättert. In der Stängelmitte stehen die Blätter in vier bis acht Scheinquirlen aus acht bis vierzehn Blättern, die von unten nach oben kleiner werden, sonst sind diese wechselständig angeordnet. Die lanzettlichen Laubblätter werden etwa 15 Zentimeter lang und 5 Zentimeter breit. Sie sind glattrandig und kahl.

### Generative Merkmale

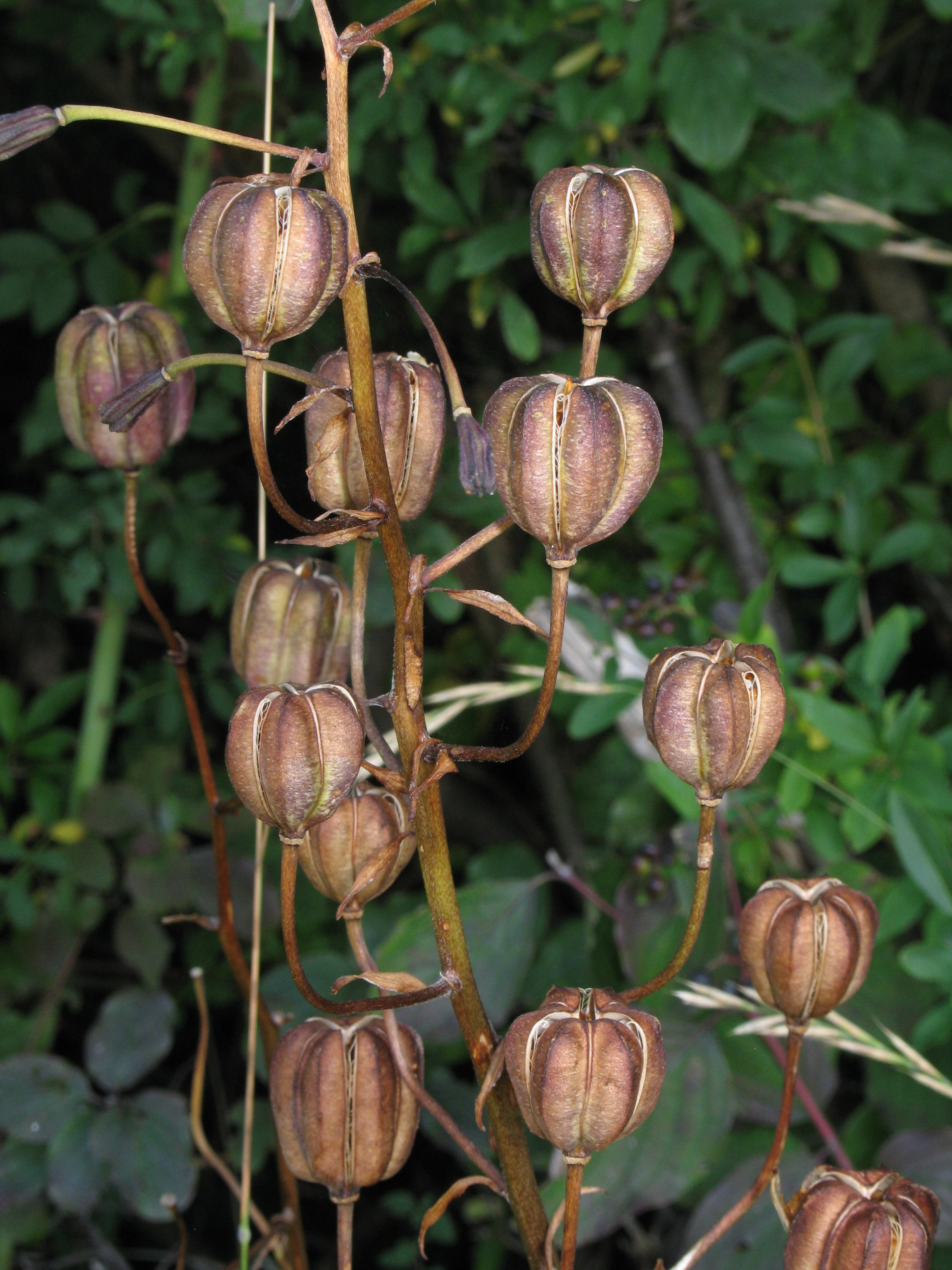
Früchte des Türkenbunds

Zwischen Juni und August erscheinen in einem rispigen Blütenstand bis zu sechzehn duftende, nickende Blüten. In freien Lagen, etwa auf sonnigen Bergwiesen, kann eine Pflanze jedoch auch bis zu zwanzig Blüten entwickeln. Die zwittrigen, dreizähligen Blüten haben sechs nach unten und außen gebogene, gleichgeformte Blütenhüllblätter (Tepalen). Die Tepalen sind dabei so stark nach außen und rückwärts gebogen, dass ihre Spitzen am Stiel aufeinander treffen, wodurch sich die typische Turbanform ergibt. Die Blüten sind meist fleischrosa, manchmal auch trübviolett bis hell braunrot. Nur sehr selten sind sie weiß. Die linearen bis länglich-runden Blütenhüllblätter sind 30 bis 45 Millimeter lang und 6 bis 10 Millimeter breit und haben eine in der Regel dunkle Punktierung in unterschiedlichen Größen von kleinsten Sprenkeln bis hin zu großen Flecken.
Das Perigon als Ganzes hat einen Durchmesser von etwa drei bis sechs Zentimeter. Der stets von der Blütenstandsachse weggebogene, 18 bis 20 Millimeter lange Griffel und die sechs 18 bis 22 Millimeter langen Staubblätter mit roten, 6 bis 11 Millimeter langen Staubbeuteln ragen weit aus der Blüte hervor. Die Pollen sind rotorange.
Die Früchte sind dreifächrige Kapseln, die etwa ab September reifen und pro Frucht bis zu 100 Samen enthalten können. Die Pflanze verbreitet die Samen als Schüttelstreuer (Windstreuer und Tierstreuer). Die flachen Samen sind geflügelt, wodurch sie sich zusätzlich als sogenannte Scheibenflieger ausbreiten können. Bei Nässe ist überdies eine Wasserhaftausbreitung möglich. Die Samen sind Dunkelkeimer und keimen verzögert-hypogäisch.
Die Chromosomenzahl beträgt 2n = 24.

## Blütenökologie

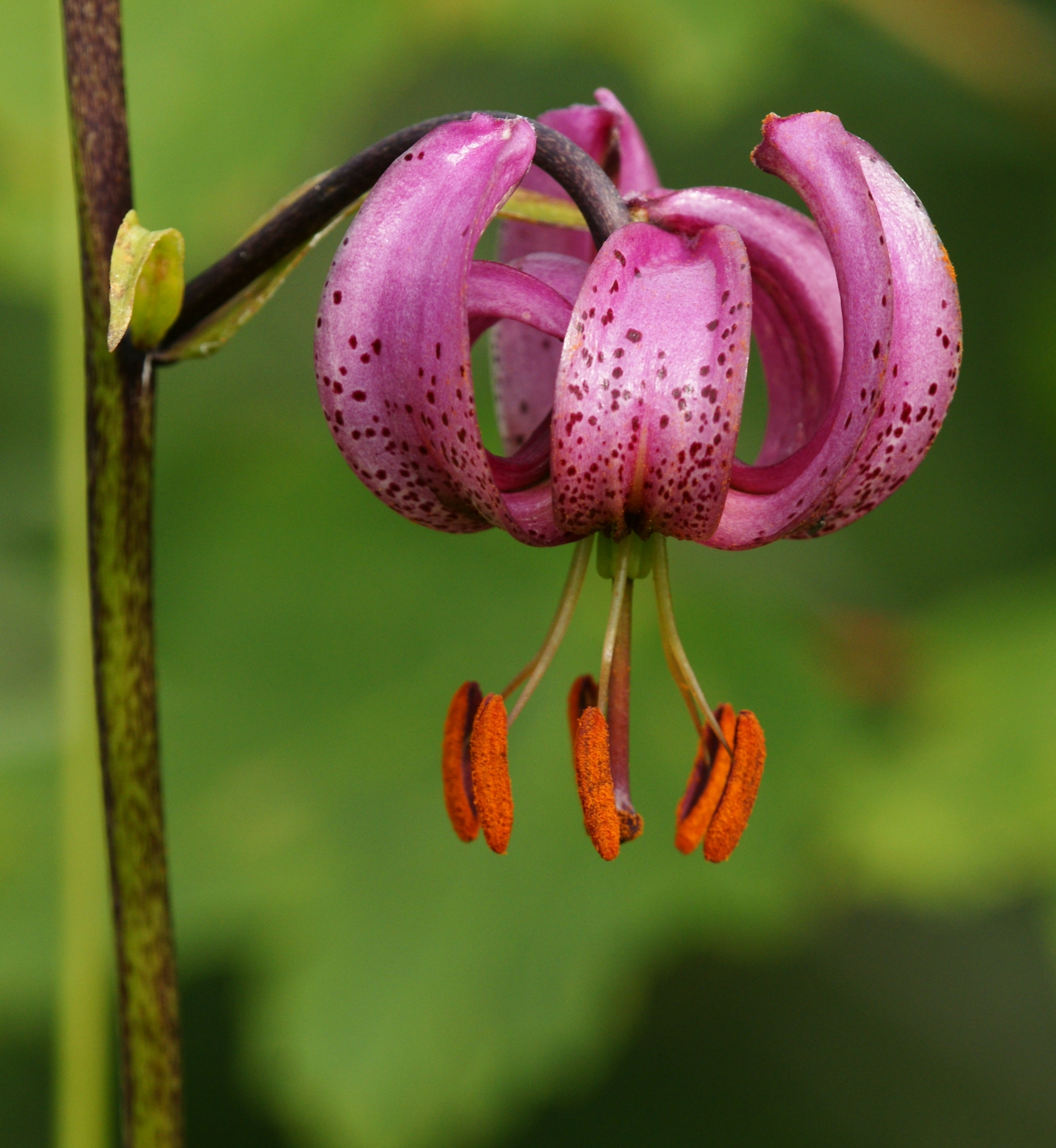
Blüte

Der Türkenbund verströmt besonders abends und auch nachts einen schweren, süßen Duft, der vor allem langrüsselige Schmetterlinge, wie zum Beispiel Schwärmer (Sphingidae) anlockt. Taubenschwänzchen (Macroglossum stellatarum) und die Schwärmer der Gattung Sphinx zählen zu den Hauptbestäubern.
Im unteren Abschnitt der Blütenhüllblätter befindet sich in der Mitte eine Nektarrinne, die von zwei Leisten gebildet wird. In dieser Rinne sammelt sich dann der Nektar, der von Zellen am Rand gebildet wird. Zusätzlich werden diese Rinnen von Haaren verdeckt, wodurch in Frage kommende Insekten ihren langen Rüssel in die 10 bis 15 Millimeter lange Rinne einführen müssen. Da die Blüten nach unten hängen und zusätzlich mit einem öligen Überzug das Festkrallen erschweren, fällt es vor allem Schwärmern leicht, an den Nektar zu gelangen, da sie freischwebend an Blüten saugen. Überdies können sich Eulenfalter (Noctuidae), unter anderen der Schatten-Mönch (Cucullia umbratica), mit den Vorderfüßen festhaken, zur Unterstützung mit den Flügeln schwirren und somit ebenfalls zur Bestäubung beitragen. Blüten, die seitlich abstehen, können auch von Tagfaltern bestäubt werden. Verwandte Arten des Türkenbunds werden in Kalifornien von Kolibris (Trochilidae) besucht.
Beim Anflug wird zuerst Fremdpollen auf die Narbe übertragen. Während der Nektaraufnahme wird dann der Pollen der gerade besuchten Pflanze bei Berührung der Staubbeutel auf Kopf und Körper der Insekten übertragen.
Durch den Bau der Blüte kann jederzeit Pollen auf die Narbe gelangen, wodurch eine Selbstbestäubung möglich ist. Die Selbstbefruchtung wird jedoch durch Selbststerilität verhindert.
Die Pflanze kann durch die kräftigen und grünen Blätter auch im schattigen Wald gedeihen, es entwickeln sich dann aber oft nur wenige Blüten oder die Pflanzen gelangen überhaupt nicht zur Blüte.

## Natürliche Feinde
Die Knospen werden gerne von Rehen (Capreolus capreolus) gefressen. Eine weitere Schädigung tritt durch das Lilienhähnchen (Lilioceris lilii) auf, einen Käfer, der selbst und dessen Larven die Blütenstände durchtrennen, aber auch bereits zuvor die Pflanzen so sehr schädigen können, dass sie nicht mehr zur Blüte gelangen.

## Verbreitung

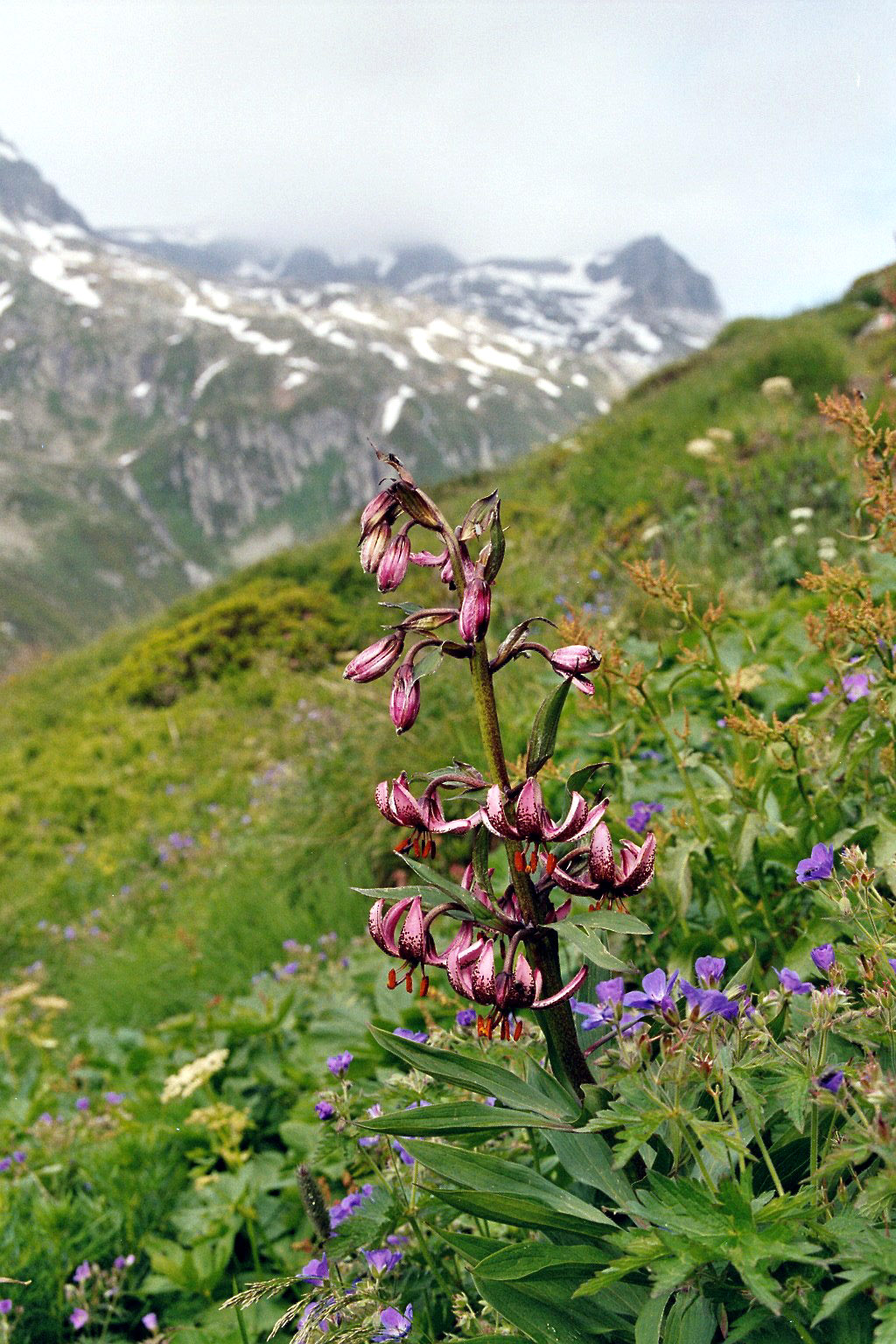
Türkenbund am natürlichen Standort im Gebirge

Der Türkenbund weist eine eurasiatische Verbreitung mit kontinentaler Tendenz auf. Das Gebiet umfasst große Teile Europas, es reicht von Portugal als westlichstem Standort bis in die sibirische Taiga, südlich über den Balkan bis zum Kaukasus, Ausnahmen sind das westliche Nordeuropa sowie Mittel- und Süditalien. Die nordöstliche Grenze seines Verbreitungsgebietes markiert der sibirische Fluss Jenissei, südlich davon findet er sich von der Mongolei über China bis nach Japan. In Skandinavien ist diese Pflanzenart nur eingebürgert. In Europa hat der Türkenbund in fast allen Ländern natürliche Vorkommen außer in Großbritannien, Irland, Belgien, Luxemburg, Niederlande, Dänemark, Norwegen, Schweden, Finnland, Island, Estland und Belarus.
In Deutschland ist der Türkenbund von der Ebene bis ins Gebirge, vor allem in den Kalkgebieten, verbreitet, ferner auch im Südschwarzwald (bis 1450 Meter). Generell ist die Art im Norden und Westen selten und fehlt dort in weiten Bereichen. In den deutschen Alpen steigt sie bis auf 1950 Meter, in anderen Alpengebieten auf bis zu 2300 Meter,
in den Allgäuer Alpen in Vorarlberg an der Höferspitze bis zu 2130 m über Meereshöhe auf. In Österreich ist die Art häufig bis zerstreut in allen Bundesländern von der collinen bis subalpinen Höhenstufe.

## Standort
Die Pflanze gedeiht in krautreichen Laub- oder Nadelwäldern auf Kalk- und Urgesteinsböden in halbschattiger, kühler Lage. Nur im Bergland wächst sie oberhalb des montanen Waldes in freien Lagen auf Wiesen und Matten, insbesondere in Hochstauden-Gesellschaften. Hier ist die Pflanze selten bis mäßig häufig, wächst jedoch oft gesellig. Nach den pflanzensoziologischen Einheiten nach Oberdorfer ist die Türkenbundlilie eine schwache Charakterart der mesophytischen Buchenwälder (Ordnung Fagetalia sylvaticae Pawl. 28) und kommt auch in hochmontanen bis subalpinen Hochstaudenfluren und Gebüschen (Klasse Betulo-Adenostyletea (Br.-Bl. et. Tx. 1943)) vor.
Als Mullbodenpflanze bevorzugt sie sickerfrische, nährstoff- und basenreiche (aber auch mild-mäßig saure) Ton- und Lehmböden, die locker und mehr oder weniger tiefgründig sind.
Die Zeigerwerte nach Ellenberg, die das ökologische Verhalten zusammenfassen, lauten: L-4, T-x, K-5, F-5, R-7, N-5. Sie weisen den Türkenbund als Schatten- bis Halbschattenpflanze, Frischezeiger, Schwachsäure- bis Schwachbasenzeiger und Mäßigstickstoffzeiger aus. Die ökologischen Zeigerwerte nach Landolt et al. 2010 sind in der Schweiz: Feuchtezahl F = 3w (mäßig feucht aber mäßig wechselnd), Lichtzahl L = 3 (halbschattig), Reaktionszahl R = 4 (neutral bis basisch), Temperaturzahl T = 3 (montan), Nährstoffzahl N = 3 (mäßig nährstoffarm bis mäßig nährstoffreich), Kontinentalitätszahl K = 3 (subozeanisch bis subkontinental).

## Systematik

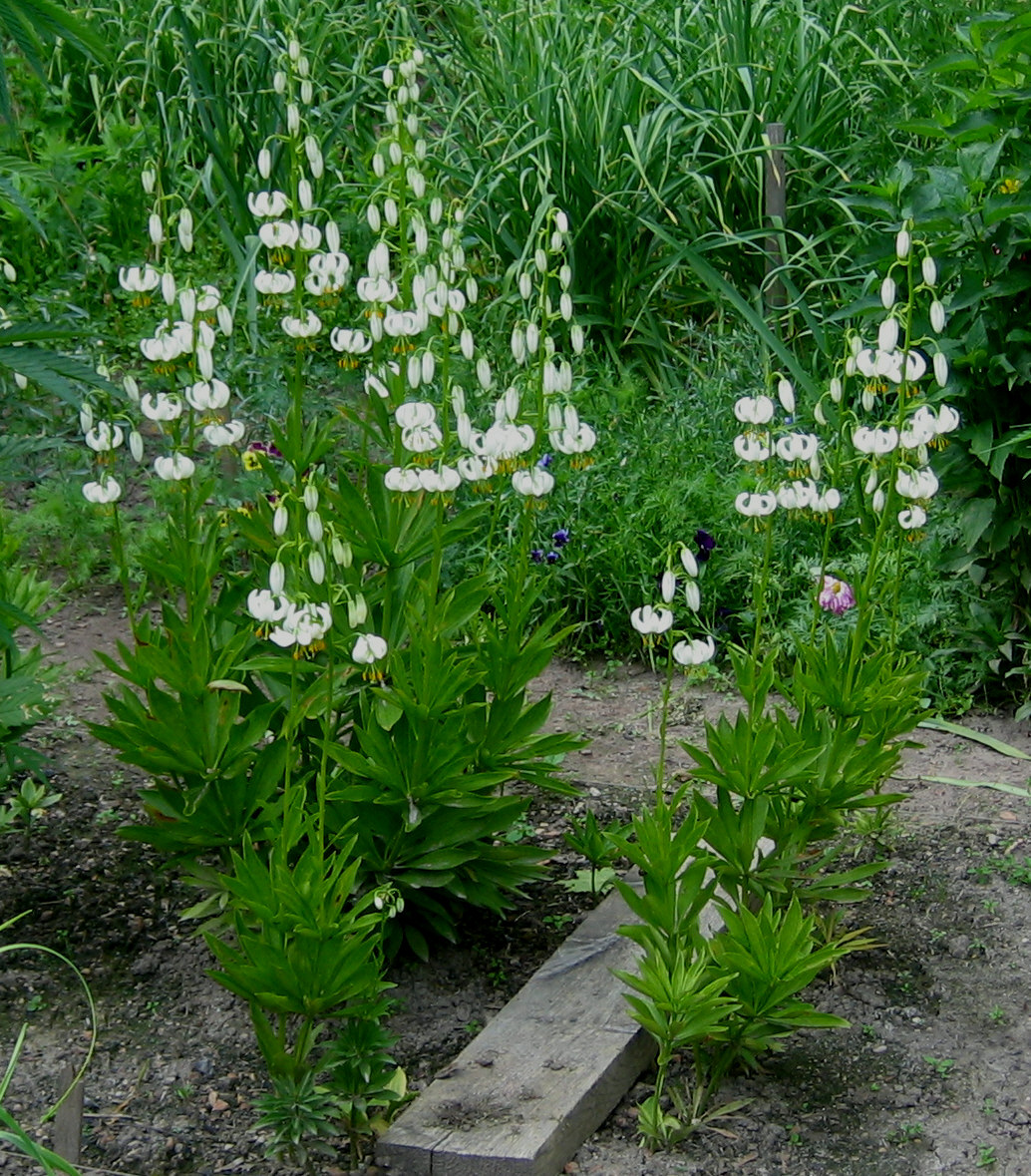
Weißer Türkenbund (Lilium martagon var. album) in Kultur

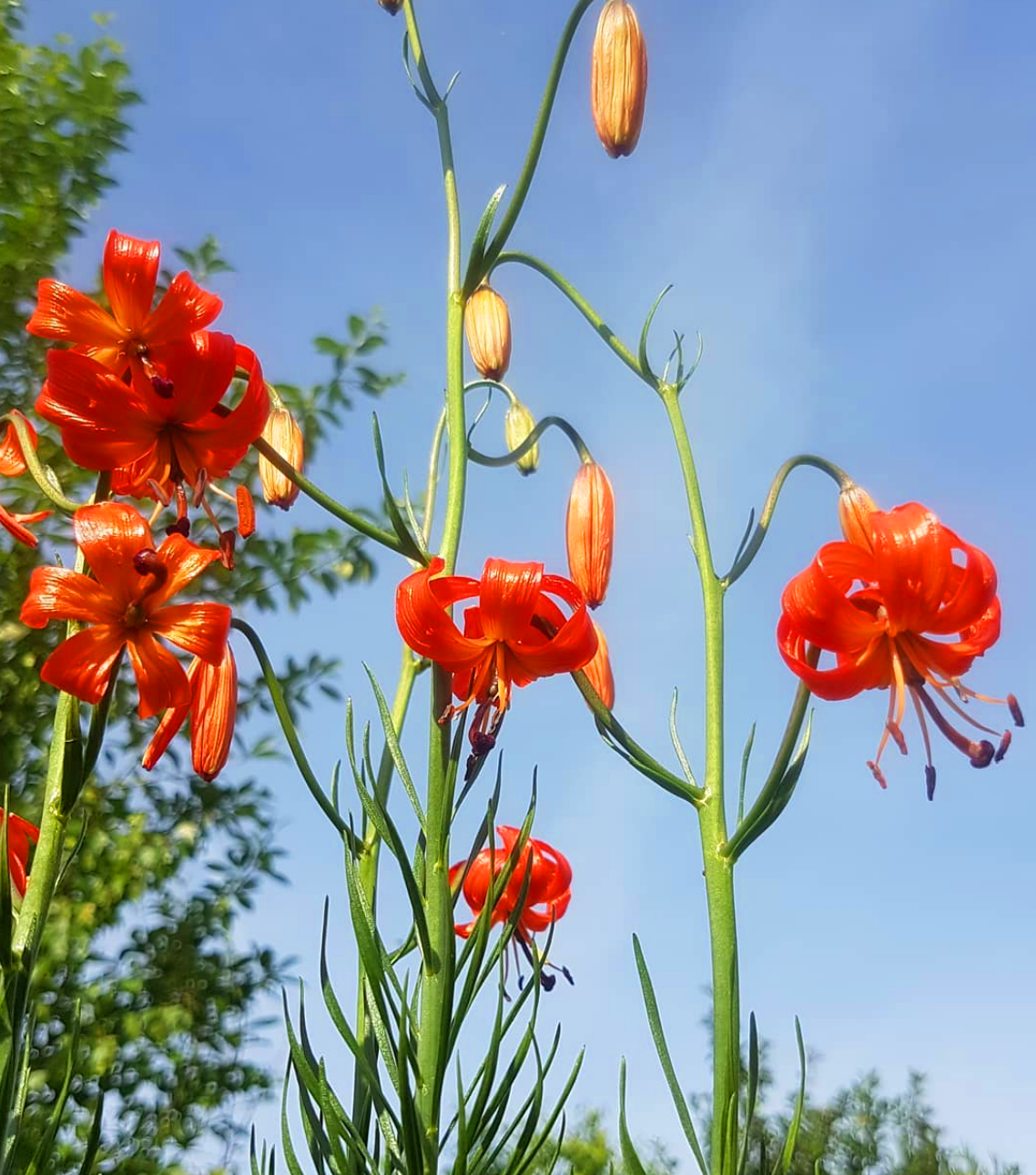
Türkenbund. Ostsibirien

Lilium martagon wurde 1753 von Carl von Linné in Species Plantarum, Band 1, S. 303, erstveröffentlicht. Synonyme sind Lilium caucasicum (Miscz.) Grossh. und Lilium versicolor Salisb. (nom. superfl.).
Wegen seines Formenreichtums, der sich durch die weite geografische Verbreitung ergibt, sind zahlreiche Untertaxa unterschieden worden, die heutzutage zumeist verworfen werden. Unklarheit besteht allerdings bezüglich der Frage, welche Untertaxa anerkennungswürdig sind, so akzeptiert die World Checklist of Selected Plant Families neben der Nominatform nur Lilium martagon var. pilosiusculum, das Germplasm Resources Information Network jedoch fünf weitere Varietäten (var. albiflorum, var. album, var. cattaniae, var. hirsutum, var. sanguineopurpureum). Eine endgültige Klärung der Frage steht aus. Nachfolgend finden sich daher nur die am häufigsten angeführten Varietäten kurz erläutert:
- Lilium martagon var. album Weston: mit reinweißen Blüten, grüner Nektarrinne und hellgrünen Blättern. In allen Teilen kleiner und mit fast weißen Samen.
- Lilium martagon var. cattaniae Vis.: In allen Teilen größer (bis 200 cm), in Gebirgen Dalmatiens mit behaarten, äußerst dunkel-violetten Blüten und fast schwarzem Stängel.
- Lilium martagon var. pilosiusculum Freyn: Sibirien, Mongolei, China: Mit deutlich schmaleren Blättern, stark wollig behaarten Hochblättern und Knospen. In allen Teilen kleiner (bis 90 cm hoch).[5]

Euro+Med unterscheidet noch eine Unterart:
- Lilium martagon subsp. caucasicum Miscz.: Sie kommt im Kaukasusraum vor.[7] Sie wird von POWO als Synonym zu Lilium martagon subsp. martagon gestellt.[16]

## Gefährdung und Status
Der Türkenbund gilt in Deutschland nicht als gefährdet, ist jedoch nach der Bundesartenschutzverordnung besonders geschützt.
- Rote Liste Bundesländer:
  - Baden-Württemberg: vorkommend (indigen oder Archaeophyt) und ungefährdet
  - Bayern: vorkommend (indigen oder Archaeophyt) und ungefährdet
  - Berlin: stark gefährdet (2006: unbeständig, nicht fest eingebürgert)
  - Brandenburg: stark gefährdet
  - Bremen: gefährdet
  - Hessen: Vorwarnliste (noch ungefährdet, verschiedene Faktoren könnten eine Gefährdung in den nächsten zehn Jahren herbeiführen)
  - Mecklenburg-Vorpommern: vom Aussterben bedroht
  - Niedersachsen: gefährdet
  - Nordrhein-Westfalen: gefährdet
  - Rheinland-Pfalz: gefährdet
  - Sachsen: gefährdet
  - Sachsen-Anhalt: vorkommend (indigen oder Archaeophyt) und ungefährdet
  - Schleswig-Holstein: Gefährdung anzunehmen, Neophyt; neu eingebürgert
  - Thüringen: vorkommend (indigen oder Archaeophyt) und ungefährdet

In der Schweiz ist der Türkenbund landesweit geschützt.

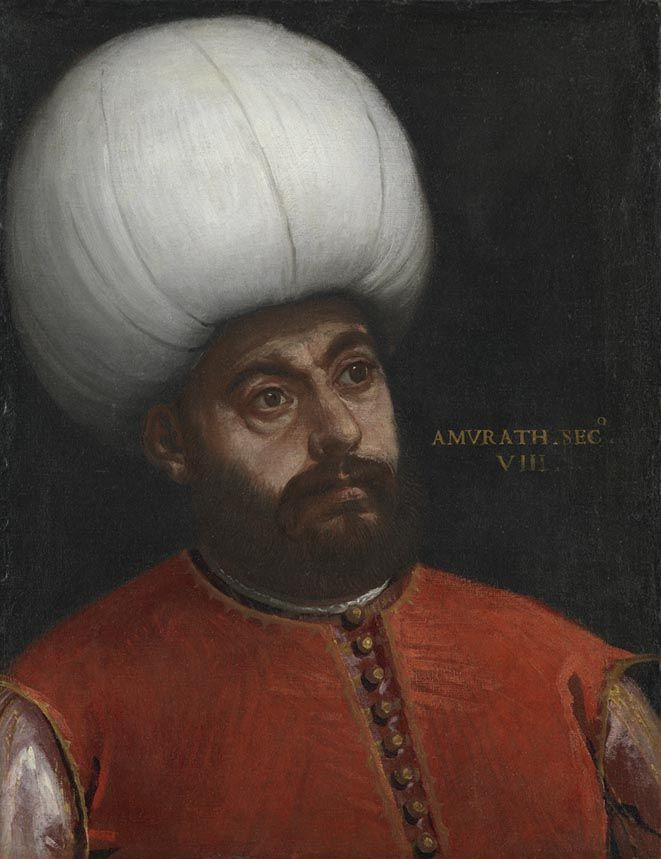
Murad II. mit Turban

## Namensherkunft
Der Name Lilium Martagon montanum majus, floribus reflexis war schon vor Carl von Linné in Verwendung, zuerst belegt ist er im Englischen 1477. Die Herkunft des Epitheton martagon ist dabei umstritten. Zum einen wird die Bezeichnung vom türkischen martagan abgeleitet, das eine neuartige Form des Turbans bezeichnet, wie sie von Sultan Mehmed I. (1413–1421) eingeführt wurde; sie bezieht sich auf die Ähnlichkeit mit den zurückgeschlagenen Perigonblättern. Eine andere Ableitung bringt sie mit dem Kriegsgott Mars (Genitiv martis) in Verbindung, da Alchimisten glaubten, dieser stehe in Zusammenhang mit der Umwandlung von Metallen.
Auch der volkstümliche Name Türkenbund ist ein Lehnwort, hergeleitet aus dem türkischen tülbent (Turban).
Die Pflanze wird auch mit sehr vielen Volksnamen bedacht, die sich unter anderem auf die gold-gelbe Zwiebel beziehen: Goldapfel, Goldbölla, Goldknopf, Goldlilgen, Goldpfandl, Goldruabn, Goldwurzl, Goldzwifl, Poms d'or, Schlotterhose, Schmalzwurz, Sillingwuarz, Sillingrute, Türkisch-Huat.

## Ethnobotanik
Die Alchimisten glaubten, mit Hilfe der Goldwurz unedles Metall in Gold umwandeln zu können. Der Türkenbund wird in der Volksheilkunde gegen Hämorrhoiden (goldene Ader) gebraucht und wurde im Mittelalter als Allzweckheilmittel angesehen. Auch glaubte man, dass die Zwiebeln als Futter für Kühe eine schöne gelbe Butter ergeben würden.

## Türkenbund als Gartenpflanze
Der Türkenbund ist, neben der Feuer-Lilie und der Madonnen-Lilie, eine der drei „klassischen“, in Mitteleuropa vorkommenden Lilien. Wegen ihrer Farbvielfalt, Robustheit und Mehrjährigkeit (über 50 Jahre) ist sie auch heute noch eine beliebte Gartenpflanze.
Seit dem Ende des 19. Jahrhunderts wurden zahlreiche kommerzielle Hybriden produziert. Sie bilden die Handelsklasse „Division II – Martagon Hybriden“.

## Philatelistisches und Heraldik
Zum Erstausgabetag 4. Dezember 2014 gab die Deutsche Post AG in der Serie Blumen ein Postwertzeichen im Wert von 440 Eurocent mit dem Bild einer Türkenbundblüte heraus. Der Entwurf stammt aus dem Designbüro Klein und Neumann in Iserlohn. Bei der DDR-Post erschien bereits 1969 ein Wert mit diesem Motiv aus der Serie Geschützte heimische Pflanzen.
Der 1972 aufgelöste Landkreis Lauterbach hat zwei stilisierte rote, grünbestandene Türkenbundlilien im Wappen. Sie sind ebenfalls beim nachfolgenden Vogelsbergkreis abgebildet.